# Pompton Lakes
Pompton Lakes és una població dels Estats Units a l'estat de Nova Jersey. Segons el cens del 2008 tenia 11.031 habitants.

## Demografia
Segons el cens del 2000, Pompton Lakes tenia 10.640 habitants, 3.949 habitatges, i 2.803 famílies. La densitat de població era de 1.383,2 habitants/km².
Dels 3.949 habitatges en un 33,7% hi vivien nens de menys de 18 anys, en un 57,8% hi vivien parelles casades, en un 10,1% dones solteres, i en un 29% no eren unitats familiars. En el 23,8% dels habitatges hi vivien persones soles el 10,8% de les quals corresponia a persones de 65 anys o més que vivien soles. El nombre mitjà de persones vivint en cada habitatge era de 2,69 i el nombre mitjà de persones que vivien en cada família era de 3,24.
Per edats la població es repartia de la següent manera: un 24,2% tenia menys de 18 anys, un 6,7% entre 18 i 24, un 33% entre 25 i 44, un 22,6% de 45 a 60 i un 13,4% 65 anys o més.
L'edat mediana era de 37 anys. Per cada 100 dones de 18 o més anys hi havia 89,6 homes.
La renda mediana per habitatge era de 65.648 $ i la renda mediana per família de 74.701 $. Els homes tenien una renda mediana de 46.776 $ mentre que les dones 38.221 $. La renda per capita de la població era de 26.802 $. Aproximadament l'1,6% de les famílies i el 3,2% de la població estaven per davall del llindar de pobresa.

## Poblacions més properes
El següent diagrama mostra les poblacions més properes.